# Ligne orange du métro de Washington
L'Orange Line (OR) est l'une des six lignes du métro de Washington.